# Azorella
Azorella är ett släkte i familjen flockblommiga växter. Släktets arter återfinns i södra och västra Sydamerika, i östra Australien och på Nya Zeeland, samt på flera sydliga öar.

## Arter
Enligt Plants of the World Online omfattar släktet 58 accepterade arter:

- Azorella acaulis (Cav.) Drude
- Azorella albovaginata (Gillies & Hook.) G.M.Plunkett & A.N.Nicolas
- Azorella allanii (Cheeseman) G.M.Plunkett & A.N.Nicolas
- Azorella ameghinoi Speg.
- Azorella andina (Phil.) Drude
- Azorella aretioides (Kunth) Willd. ex DC.
- Azorella biloba (Schltdl.) Wedd.
- Azorella boelckei (Mathias & Constance) G.M.Plunkett & A.N.Nicolas
- Azorella burkartii (Mathias & Constance) G.M.Plunkett & A.N.Nicolas
- Azorella cockaynei Diels
- Azorella colensoi (Domin) G.M.Plunkett & A.N.Nicolas
- Azorella compacta Phil.
- Azorella corymbosa (Ruiz & Pav.) Pers.
- Azorella crassipes Phil.
- Azorella crenata (Ruiz & Pav.) Pers.
- Azorella cryptantha (Clos) Reiche
- Azorella cuatrecasasii Mathias & Constance
- Azorella diapensioides A.Gray
- Azorella diversifolia Clos
- Azorella echegarayi (Hieron.) G.M.Plunkett & A.N.Nicolas
- Azorella exigua (Hook.f.) Drude
- Azorella filamentosa Lam.
- Azorella fragosea (F.Muell.) Druce
- Azorella fuegiana Speg.
- Azorella haastii (Hook.f.) Drude
- Azorella hallei (Skottsb.) G.M.Plunkett & A.N.Nicolas
- Azorella hookeri Drude
- Azorella hydrocotyloides (Hook.f.) Kirk
- Azorella julianii Mathias & Constance
- Azorella lyallii (J.B.Armstr.) G.M.Plunkett & A.N.Nicolas
- Azorella lycopodioides Gaudich.
- Azorella macquariensis Orchard
- Azorella madreporica Clos
- Azorella microphylla (Cav.) G.M.Plunkett & A.N.Nicolas
- Azorella monantha Clos
- Azorella monteroi S.Martínez & Constance
- Azorella multifida (Ruiz & Pav.) Pers.
- Azorella nitens Petrie
- Azorella nivalis Phil.
- Azorella pallida (Kirk) Kirk
- Azorella patagonica Speg.
- Azorella pedunculata (Spreng.) Mathias & Constance
- Azorella polaris (Hombr. & Jacquinot) G.M.Plunkett & A.N.Nicolas
- Azorella prolifera (Cav.) G.M.Plunkett & A.N.Nicolas
- Azorella pulvinata Wedd.
- Azorella ranunculus d'Urv.
- Azorella robusta (Kirk) G.M.Plunkett & A.N.Nicolas
- Azorella roughii (Hook.f.) Kirk
- Azorella ruizii G.M.Plunkett & A.N.Nicolas
- Azorella schizeilema G.M.Plunkett & A.N.Nicolas
- Azorella selago Hook.f.
- Azorella spinosa (Ruiz & Pav.) Pers.
- Azorella triacantha (Griseb.) Mart.Fernández & C.I.Calviño
- Azorella trifoliolata Clos
- Azorella trifurcata (Gaertn.) Pers.
- Azorella trisecta (H.Wolff) Mart.Fernández & C.I.Calviño
- Azorella ulicina (Gillies & Hook.) G.M.Plunkett & A.N.Nicolas
- Azorella valentini (Speg.) Mart.Fernández & C.I.Calviño